# Mariama Bojang
Mariama Bojang (geb. 3. Oktober 1997) ist eine gambische Fußballspielerin.

## Verein
Mindestens ab 2012 spielte Bojang für die Red Scorpions.
Ende April 2016 wurden sie und mehrere andere Spielerinnen der Red Scorpions von der Gambia Football Federation wegen eines Angriffs auf Schiedsrichter für zwölf Monate gesperrt und das Team musste in der Saison 2016/2017 in der zweiten Liga antreten.

## Nationalteam
2009 gehörte sie einer Vorauswahl an, aus der ein gambisches Nationalteam der Frauen entstehen sollte.
2012 gehörte sie dem U-17-Team an, das sich für die U-17-Fußball-Weltmeisterschaft der Frauen in Aserbaidschan qualifizieren konnte. Das Team verlor alle drei Gruppenspiele deutlich und wurde Gruppenletzter. Bojang kam beim dritten Gruppenspiel gegen Frankreich (2:10) zum Einsatz.
Ende Januar 2014 war ihr Einsatz in einem Freundschaftsspiel gegen Guinea Bissau vorgesehen, das jedoch kurzfristig abgesagt wurde. Dieselbe Situation wiederholte sich im August 2017 bei einem Freundschaftsspiel gegen Kap Verde.
Bei der Qualifikation für den Afrika-Cup der Frauen 2018 trat sie mit dem gambischen Team an und stand in Hin- und Rückspiel gegen Burkina Faso auf dem Platz. Im Mai 2018 war sie verletzt und konnte deswegen nicht in der zweiten Runde gegen Nigeria antreten, das später den Titel gewann.